# Енергетика Таджикистану
Енергетика Таджикистану представлена виробництвом електроенергії на теплових та гідроелектростанціях.
В радянський період була створена Об'єднана енергосистема Центральної Азії, спрямована на ефективне виробництво та перерозподіл електроенергії по усьому регіону. Однак після розпаду СРСР кожна країна стала незалежною та почала самостійно управляти лише своєю частиною даної системи. Це призвело до розбалансування виробництва та попиту на електроенергію. Після отримання Таджикистаном незалежності у грудня 1991 року об'єми виробництва електроенергії зменшились у порівнянні з радянським періодом. З постачанням електроенергії утворилась складна ситуація, перед державою постала проблема імпортного постачання із сусідніх країн. Вагомий внесок до проблеми внесла також і громадянська війна 1992—1997 років, яка не давала можливості розвиватись енергетиці. Після закінчення війни була прийнята «Національна стратегія розвитку», в якій також розглядалось питання енергонезалежності та розвитку енергетики. Так як Таджикистан представляє собою гірську країну, то основний напрямок був взятий на розвиток гідроенергетики. Тим більше, що 97,8 % усієї електроенергії, станом на 2007 рік, вироблялось саме на гідроелектростанціях. Однак в існуванні таких електростанцій існує проблема непідтримання їхнього будівництва країнами, які знаходяться у нижніх течіях гірських річок. Це призводить до повеней в зимовий період та нестачі води для зрошування в літній.
2 лютого 2009 року була прийнята постанова Уряду Республіки Таджикистан № 73 «Про довготривалу Програму будівництва малих електростанцій», яка ставила за мету Міністерству енергетики і промисловості введення в експлуатацію 189 нових гідроелектростанцій до 2020 року. Однак через нестачу ресурсів плани станом на 2012 рік були виконані менше, ніж на третину. Урядом було запрошено Японське агентство міжнародного співробітництва (JICA) задля проведення експертизи можливості зведення малих гідроелектростанцій та розгляду варіанта надання підтримки в їхньому будівництві.
Максимальна потужність виробництва електроенергії станом на 2002 рік становила 2901 МВт.
Станом на 2009 рік усі електростанції країни виробляли 16127 ГВт/год електроенергії, імпортувалось 4304 ГВт/год, експортувалось 4247 ГВт/год. Із 16127 ГВТ/год електроенергії більшість припадало на ГЕС — 15800 ГВт/год. Доля ТЕС на природному газу складала лише 327 ГВт/год, а також 3583 ТДж тепла.

## ТЕС
В Таджикистані станом на 2012 рік працювало 2 теплові електроцентралі: Душанбинська та Яванська.
Душанбинська, збудована 1955 року, має 5 блоків загальною потужністю 198 МВт. Працює в основному на мазуті.
Яванська, введена в експлуатацію 1969 року, має 2 блоки потужністю 120 МВт. Працює на газу.

## ГЕС
Станом на 2012 рік в Таджикистані експлуатуються 11 гідроелектростанцій, на річках Варзоб, Вахш, Сирдар'я та Гунт:
| №  | Річка    | ГЕС            | Потужність (МВт) |
| -- | -------- | -------------- | ---------------- |
| 1  | Варзоб   | Varzob HPS-1   | 7,15             |
| 2  | Варзоб   | Varzob HPS-2   | 14,76            |
| 3  | Варзоб   | Varzob HPS-3   | 3,52             |
| 4  | Вахш     | Nurek HPS      | 3000             |
| 5  | Вахш     | Baipaza HPS    | 600              |
| 6  | Вахш     | Sangtuda HPS-1 | 670              |
| 7  | Вахш     | Golovnaya HPS  | 240              |
| 8  | Вахш     | Prepadaya HPS  | 29,95            |
| 9  | Вахш     | Central HPS    | 15,1             |
| 10 | Сирдар'я | Kairakkum HPS  | 126              |
| 11 | Гунт     | Horog HPS      | 8,7              |

На стадії будівництва знаходяться ще 3 гідроелектростанції на річках Вахш та Гунт:
| № | Річка | ГЕС            | Потужність (МВт) |
| - | ----- | -------------- | ---------------- |
| 1 | Вашх  | Rogun HPS      | 3600             |
| 2 | Вахш  | Sangtuda HPS-2 | 220              |
| 3 | Гунт  | Pamir HPS-1    | 28               |